# Campionati europei di atletica leggera 2022 - 1500 metri piani femminili
La specialità degli 1500 metri piani femminili dei campionati europei di atletica leggera 2022 si è svolta il 16 e il 19 agosto all'Olympiastadion di Monaco di Baviera, in Germania.

## Podio
| Pos.    | Atleta        | Nazionalità   | Tempo   | Note                                     |
| ------- | ------------- | ------------- | ------- | ---------------------------------------- |
| Oro     | Laura Muir    | Gran Bretagna | 4'01"08 |                                          |
| Argento | Ciara Mageean | Irlanda       | 4'02"56 | Miglior prestazione personale stagionale |
| Bronzo  | Sofia Ennaoui | Polonia       | 4'03"59 |                                          |

## Situazione pre-gara

### Record
Prima di questa competizione, il record del mondo (RM), il record europeo (EU) e il record dei campionati (RC) erano i seguenti.
| Record                | Prestazione | Atleta                   | Data                                        | Competizione |
| --------------------- | ----------- | ------------------------ | ------------------------------------------- | ------------ |
| Record mondiale       | 3'50"07     | Genzebe Dibaba Etiopia   | 17 luglio 2015 Monaco, Principato di Monaco |              |
| Record europeo        | 3'51"95     | Sifan Hassan Paesi Bassi | 5 ottobre 2019 Doha, Qatar                  |              |
| Record dei campionati | 3'56"91     | Tatyana Tomashova Russia | 13 agosto 2006 Göteborg, Svezia             | Europei 2006 |

### Campione in carica
La campionessa europea in carica era:
| Campione | Atleta                   | Prestazione | Data                             | Competizione | Note |
| -------- | ------------------------ | ----------- | -------------------------------- | ------------ | ---- |
| Europeo  | Laura Muir Gran Bretagna | 4'02"32     | 12 agosto 2018 Berlino, Germania | Europei 2018 |      |

### La stagione
Prima di questa gara, le atlete europee con le migliori tre prestazioni dell'anno erano:
| Pos. | Atleta                          | Prestazione | Data                                         |
| ---- | ------------------------------- | ----------- | -------------------------------------------- |
| 1    | Laura Muir Gran Bretagna        | 3'55"28     | 18 luglio 2022 Eugene, Stati Uniti d'America |
| 2    | Claudia Mihaela Bobocea Romania | 4'01"10     | 31 maggio 2022 Ostrava, Repubblica Ceca      |
| 3    | Sofia Ennaoui Polonia           | 4'01"39     | 6 agosto 2022 Chorzów, Polonia               |

## Risultati

### Batterie
Le batterie si sono corse a partire dalle 10:15 del 16 agosto. Le prime 4 di ogni batteria (Q) e i 4 tempi migliori tra le escluse (q) si qualificano alla finale.

#### Batteria 1
| Posizione | Corsia | Atleta                  | Nazionalità   | Tempo   | Note |
| --------- | ------ | ----------------------- | ------------- | ------- | ---- |
| 1         | 1      | Laura Muir              | Gran Bretagna | 4'06"40 | Q    |
| 2         | 5      | Ludovica Cavalli        | Italia        | 4'06"59 | Q    |
| 3         | 13     | Hanna Hermansson        | Svezia        | 4'07"08 | Q    |
| 4         | 3      | Katharina Trost         | Germania      | 4'07"20 | Q    |
| 5         | 12     | Marta Pérez Miguel      | Spagna        | 4'07"27 |      |
| 6         | 8      | Diana Mezuliáníková     | Rep. Ceca     | 4'07"37 |      |
| 7         | 6      | Elise Vanderelst        | Belgio        | 4'07"62 |      |
| 8         | 11     | Marta Pen Freitas       | Portogallo    | 4'07"82 |      |
| 9         | 5      | Federica Del Buono      | Italia        | 4'08"14 |      |
| 10        | 7      | Melissa Courtney-Bryant | Gran Bretagna | 4'09"11 |      |
| 11        | 10     | Sarah Healy             | Irlanda       | 4'10"75 |      |
| 12        | 4      | Aurore Fleury           | Francia       | 4'12"48 |      |
| 13        | 9      | Amalie Sæten            | Norvegia      | 4'15"09 |      |

#### Batteria 2
| Posizione | Corsia | Atleta                  | Nazionalità   | Tempo   | Note                                     |
| --------- | ------ | ----------------------- | ------------- | ------- | ---------------------------------------- |
| 1         | 7      | Sofia Ennaoui           | Polonia       | 4'02"73 | Q                                        |
| 2         | 6      | Ciara Mageean           | Irlanda       | 4'03"03 | Q,                                       |
| 3         | 8      | Hanna Klein             | Germania      | 4'03"46 | Q,                                       |
| 4         | 13     | Claudia Mihaela Bobocea | Romania       | 4'03"63 | Q                                        |
| 5         | 9      | Katie Snowden           | Gran Bretagna | 4'03"76 | q,                                       |
| 6         | 14     | Gaia Sabbatini          | Italia        | 4'04"19 | q                                        |
| 7         | 10     | Kristiina Mäki          | Rep. Ceca     | 4'04"40 | q                                        |
| 8         | 5      | Ellie Baker             | Gran Bretagna | 4'04"90 | q,                                       |
| 9         | 2      | Yolanda Ngarambe        | Svezia        | 4'05"68 | Miglior prestazione personale stagionale |
| 10        | 1      | Eliza Megger            | Polonia       | 4'07"56 |                                          |
| 11        | 4      | Águeda Marqués          | Spagna        | 4'07"78 |                                          |
| 12        | 3      | Nathalie Blomqvist      | Finlandia     | 4'14"90 |                                          |
| 13        | 12     | Ingeborg Østgård        | Norvegia      | 4'19"36 |                                          |
| 14        | 11     | Gresa Bakraçi           | Kosovo        | 4'38"10 |                                          |

### Finale
La finale si è disputata alle 20:45 del 19 agosto.
| Posizione | Corsia | Atleta                  | Nazionalità   | Tempo   | Note                                     |
| --------- | ------ | ----------------------- | ------------- | ------- | ---------------------------------------- |
| Oro       | 5      | Laura Muir              | Gran Bretagna | 4'01"08 |                                          |
| Argento   | 2      | Ciara Mageean           | Irlanda       | 4'02"56 | Miglior prestazione personale stagionale |
| Bronzo    | 12     | Sofia Ennaoui           | Polonia       | 4'03"59 |                                          |
| 4         | 7      | Katie Snowden           | Gran Bretagna | 4'04"97 |                                          |
| 5         | 3      | Hanna Klein             | Germania      | 4'05"49 |                                          |
| 6         | 10     | Kristiina Mäki          | Rep. Ceca     | 4'05"73 |                                          |
| 7         | 6      | Hanna Hermansson        | Svezia        | 4'05"76 | Miglior prestazione personale            |
| 8         | 1      | Ellie Baker             | Gran Bretagna | 4'05"83 |                                          |
| 9         | 4      | Gaia Sabbatini          | Italia        | 4'06"04 |                                          |
| 10        | 9      | Katharina Trost         | Germania      | 4'06"95 |                                          |
| 11        | 8      | Claudia Mihaela Bobocea | Romania       | 4'07"74 |                                          |
| 12        | 11     | Ludovica Cavalli        | Italia        | 4'10"93 |                                          |